# Рибница (Јабланица)
Рибница је туристичко село у Јабланици, у централном дијелу Златибора. Рибница је била једно од првих златиборских села која су почела са туризмом. 

## Историја
Још у вријеме Јована Мићића (почетак 18. века), овдје се налазила једна кафана. Осим ријетких туриста, у то вријеме, ово мјесто су редовно посјећивале само породице богатих ужичких трговаца стоком. 
Након Првог свјетског рата, у Ужицу је основано друштво „Златибор“ које је за циљ имало унапријеђење и изградњу Рибнице. Друштво је откупило Рибницу од Јоце Гмизовића и у њој изградило већи број дрвених зграда за љетовање и једно љетње купатило. Подигнута је и парна стругара, која је требало да буде главни извор прихода овом златиборском мјесту. 1930-их година, Рибница је добила колску везу са Ужицем. На Црном Рзаву код Рибнице је 1971-е године подигнута брана, па је направљено Рибничко језеро за снабдијевање Златибора и Чајетине пијаћом водом.

## Слике
- Рибница зими
- Рибница зими
- Рибничко језеро лети
- Поглед на Рибницу са Успињаче